# Radula jonesii
Radula jonesii là một loài rêu trong họ Radulaceae. Loài này được Bouman, Dirkse & K. Yamada mô tả khoa học đầu tiên năm 1988.